# Hynek z Dubé
Hynek z Dubé byl významný příslušník starého českého rodu Ronovců znaku ostrve, který působil ve 2. polovině 13. století a počátkem 14. století u královského dvora.
Protože se jméno Hynek, což je jinou podobou jména Jindřich, v rodu pánů z Dubé často opakovalo, nelze vyloučit, že se zmínky o Hynkovi z Dubé, které se vyskytují v pramenech v období 1249 až 1309, týkají jedné osoby. Pravděpodobnější však je, že jde o otce a syna, přičemž otce lze ztotožnit s Jindřichem z Dubé, synem Častolova ze Žitavy a zakladatelem rodu pánů z Dubé. Hynek z Dubé syn byl otcem Hynka Berky z Dubé, který jako první používal toto přízvisko.

## Předkové
Známý původ později mocného rodu Ronovců začíná u Smila z Tuháně, který žil kolem roku 1200. Měl dva syny, staršího Častolova ze Žitavy a mladšího Jindřicha ze Žitavy. Oba se usadili v roce 1232 v oblasti Žitavy a Budyšína. Protože pomohli svému králi Václavu I. v roce 1249 při potlačení povstání jeho syna, získali od něj různé majetky. Jindřich se později přestěhoval do východních Čech a založil rodovou větev Lichtenburků. Častolov (zmiňovaný v letech 1216 až 1253) zůstal, a jeho potomci se usadili na severu Čech.
Častolov měl tři syny a dceru. Nejstarším byl Jindřich, psaný později jako Hynek z Dubé. Prostředním synem byl Častolov, později uváděný jako Čeněk z Lipé, a nejmladším Chval. Dcera se provdala za otce Albrechta ze Žeberka. Zmíněný Jindřich či Hynek z Dubé je zachycen v listinách z let 1249 až 1290. Také on měl tři syny, Hynka (týkají se ho pravděpodobně záznamy z let 1276 až 1309), Albrechta (psán z Dubé, Frýdlantu, Liběšic) a Čeňka (záznam z roku 1279).

## Život
V období před rokem 1290 nelze jednoznačně určit, které historické prameny zmiňují otce a které syna, neví se tedy jistě, zda právě tento Hynek byl již v letech 1276-1277 a 1284-1288 nejvyšším stolníkem a zda se vyznamenal v bojích proti Braniborům po smrti Přemysla Otakara II., jak se píše v Dalimilově kronice. Za Václava II. v letech 1291-1295 zastával úřad komorníka, byl purkrabím v Domažlicích a v roce 1300 doprovázel krále při tažení do Polska, kde Václav II. získal polskou korunu; po králově návratu zůstal v Polsku jako vojenský velitel. Později získal úřad pražského purkrabího, který zastával nejméně od roku 1303 do roku 1309. Zemřel mezi roky 1309 až 1316.
Na dvoře Václava II. měl Hynek z Dubé významné postavení. V roce 1292 byl mezi třemi pány, které král vyslal jako zástupce na volbu římského krále. Za své služby získal i nemalý majetek. Např. roku 1300 získal za pomoc v boji o polskou korunu od Václava II. do zástavy bezdězské panství. Po vymření Přemyslovců se přiklonil k Rudolfu Habsburskému, po jeho smrti k Jindřichu Korutanskému. 

## Rodina a majetek
Hynek měl čtyři syny, z nichž dva založili samostatné větve rodu. 
- Půta z Frýdlantu - zakladatel Adršpachů z Dubé
- Hynek Žák či Hynek Scolaris (Jindřich Berka z Dubé) - pražský kanovník, později biskup v Olomouci
- Hynek Berka z Dubé - zakladatel Berků z Dubé a nejvyšší pražský purkrabí
- Hynáček z Housky

V jeho majetku se nacházela Dubá, Jestřebí, Kuřívody, Houska, jižní část Českolipska s hradem Frýdlant a další statky.